# Мунц, Владимир Оскарович
Владимир Оскарович Мунц (6 марта 1903, Санкт-Петербург — 14 января 1974, Москва) — советский архитектор.

## Биография
Сын архитектора Оскара Рудольфовича Мунца (1871—1942), брат художника-иллюстратора Наталии Оскаровны Мунц (1907—1980). Мать — Магдалина Львовна Шорштейн (1876—1961), дочь известного одесского врача-бальнеолога Льва Моисеевича Шорштейна (1837—1899), внучка врача и почётного гражданина Моисея Моисеевича (Максима Михайловича) Шорштейна (1812—1873).
Закончил гимназию Карла Мая. Осенью 1920 года начал обучение на Архитектурном факультете Второго Петроградского Политехнического института, после упразднения которого в сентябре 1924 года переведен в Ленинградский Высший художественно-технический институт (бывш. Академия художеств, ВХУТЕИН), где зачислен на 3-й курс.
Среди преподавателей ЛВХТИ: А. Е. Белогруд, Л. Н. Бенуа, В. Г. Гельфрейх, Л. В. Руднев, С. С. Серафимов, И. А. Фомин, В. А. Щуко.
Дипломную работу «Дом Съездов» защитил 5 сентября 1926 года. С 1943 года жил и работал в Москве. Проживал в доме Министерства обороны СССР (Садовая-Кудринская улица, 28—30), в проектировании которого принимал участие.
Владимир Оскарович похоронен в некрополе Донского монастыря в Москве (вместе с матерью и сестрой).

## Ленинград
- Надгробный памятник горному инженеру В. А. Вознесенскому на Волковом кладбище в Ленинграде (1928 г.);
- Зоопарк в Шувалово-Озерках (1932 г.; соавтор О. Р. Мунц; конкурс всесоюзный; 6-я премия);
- Дом культуры Промкооперации — Дворец культуры имени Ленсовета (1931—1938 гг.; соавтор Е. А. Левинсон; построен с отступлениями от первоначального проекта);
- Дом специалистов на ул. Скороходова (Большой Монетной ул.), угол ул. Льва Толстого (соавтор О. В. Суслова);
- Дом специалистов («Иностранный ударник») на пр. М. Горького (Кронверкском пр.), д. 45 (при участии Л. Е. Асса);
- Школа на Кантемировской ул., д. 30 (1930—1932 гг.);
- Школа на Лиговском пр., д. 70;
- Школа в переулке Антоненко, д. 8;
- Школа на наб. р. Волковки на 560 учеников (1930 г.; соавтор О. В. Суслова);
- Школа на углу Большой Монетной и Кронверкской улиц (ныне средняя школа № 84, Большая Монетная ул., д. 2-4);
- Школа на Правом берегу Невы на 560 учащихся (соавторы: Л. Е. Асс, Л. С. Гринсберг);
- Школа на Большой Зелениной ул., д. 30 (соавтор О. Р. Мунц);

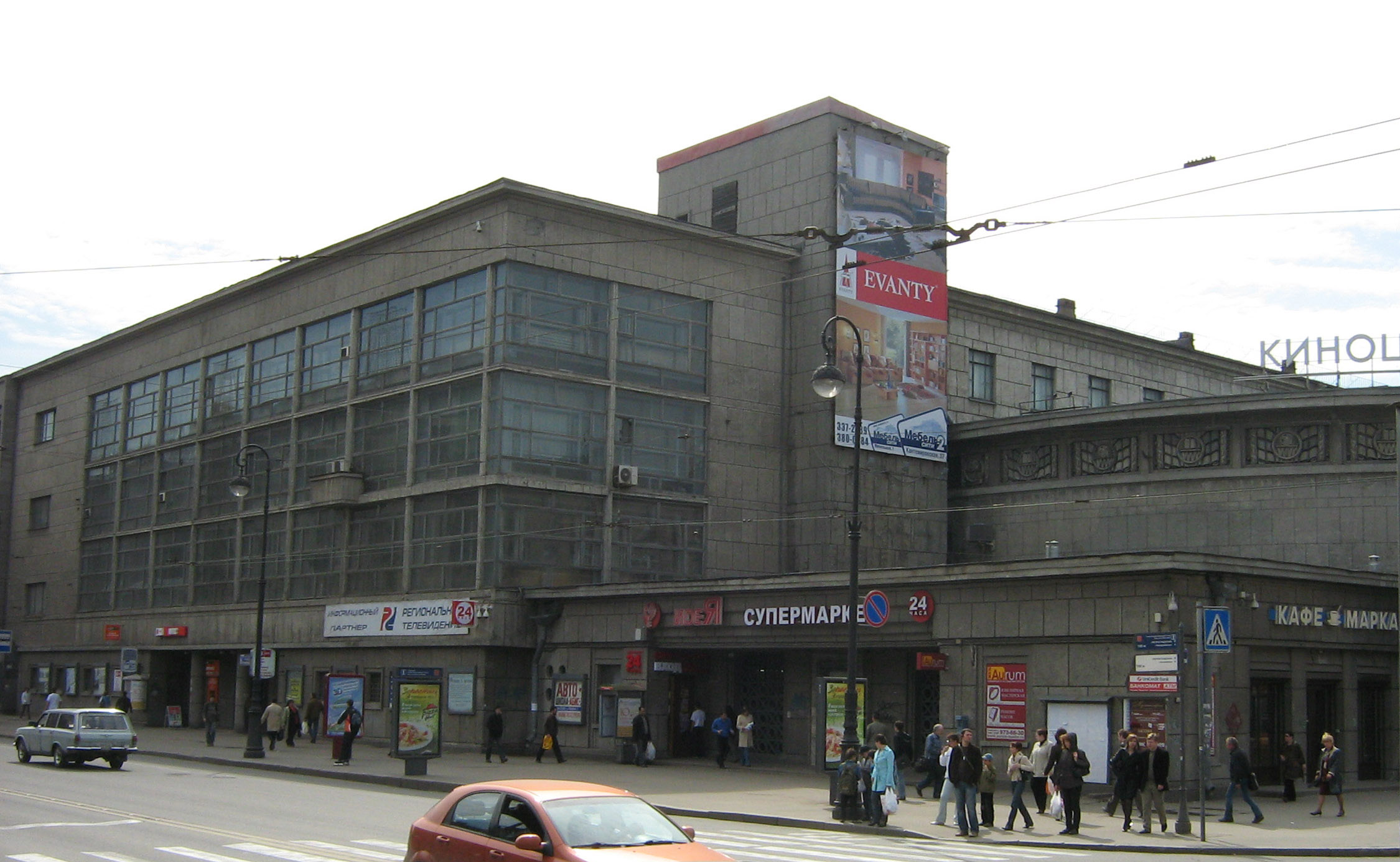
ДК Промкооперации (Ленсовета)
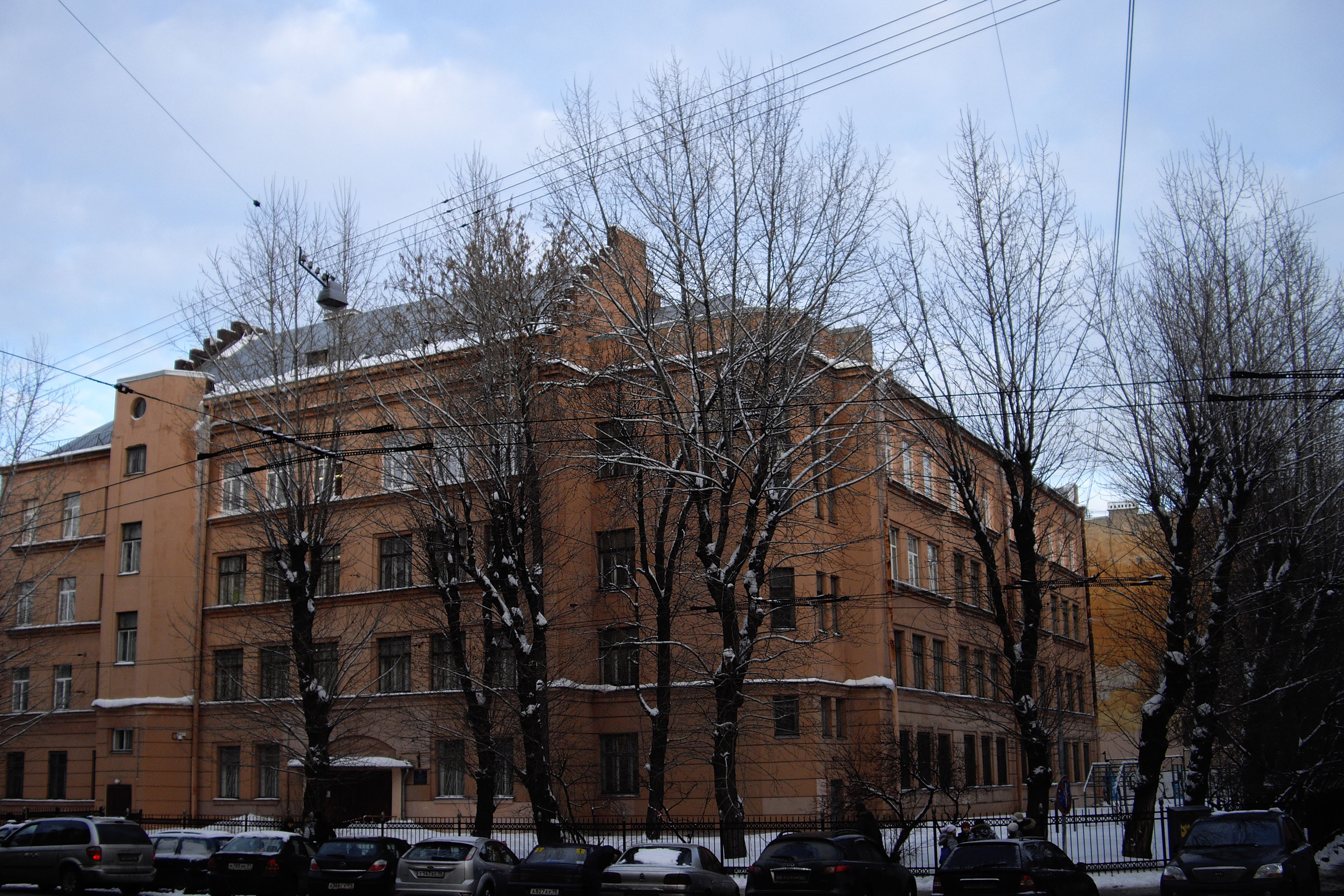
Школа на Кронверкской улице
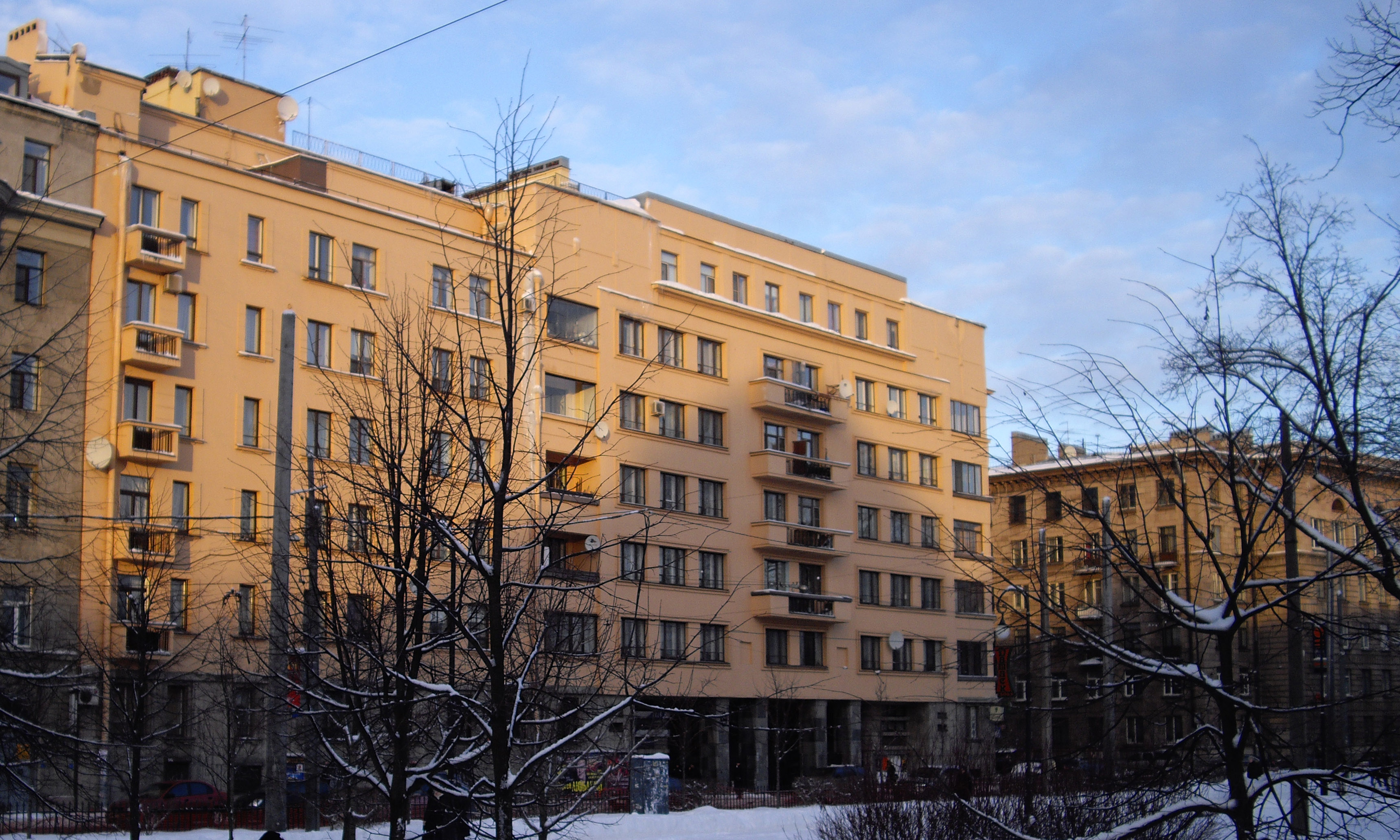
Дом специалистов «Иностранный ударник»

## Москва
- Военная школа в Московском Кремле (1930—1931 г.; авторы В. А. Щуко, В. Г. Гельфрейх);

Стадион «Динамо» (ЦДКА), Москва, реконструкция (1935)

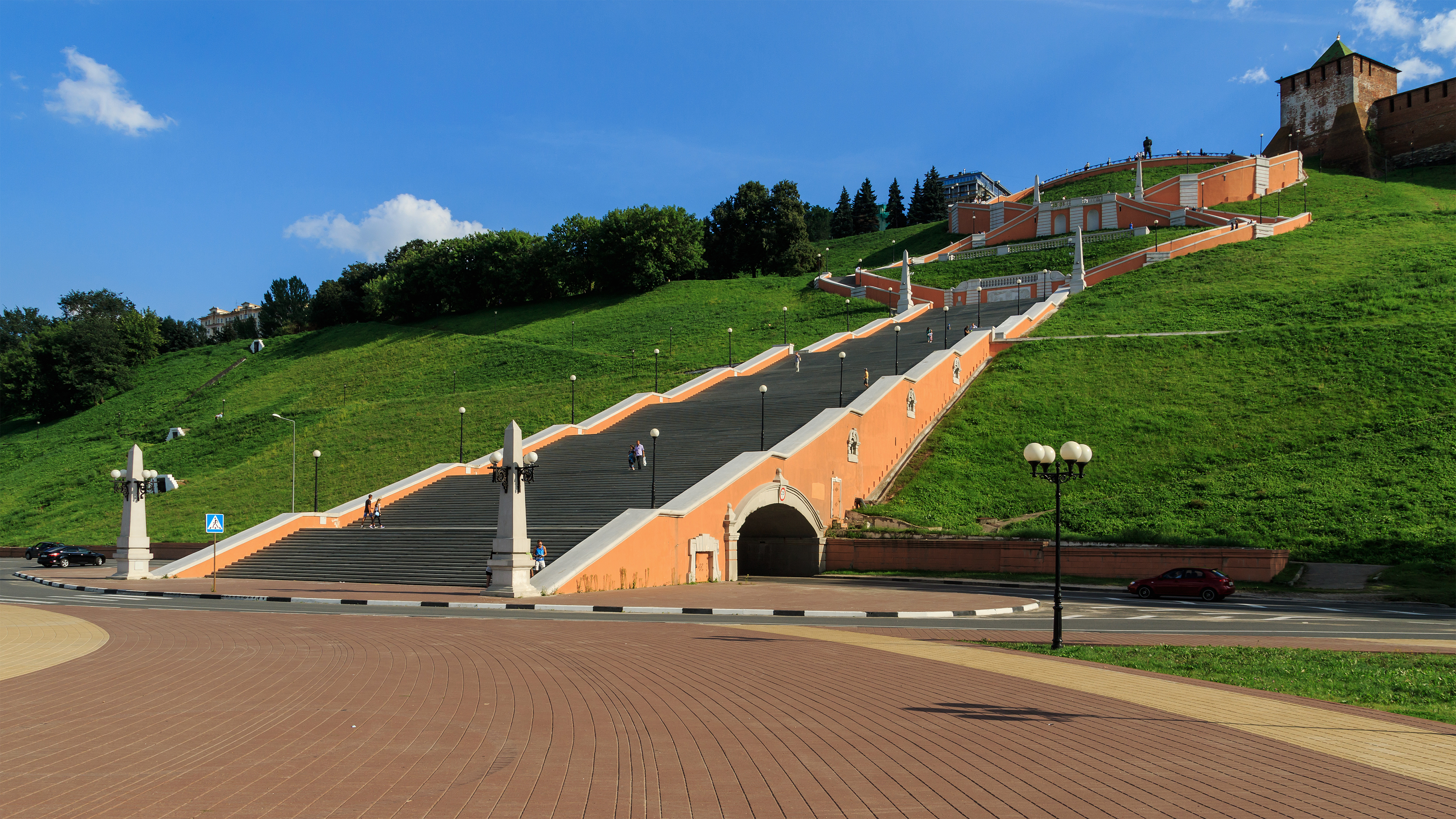
Чкаловская лестница в Нижнем Новгороде

- Военная академия РККА им. Фрунзе на Девичьем поле (1932 г.; соавтор Л. В. Руднев; конкурс; построена в 1937 г.);
- Театр Красной Армии и площадь Коммуны (1933 г.; соавтор Л. В. Руднев; конкурс; два варианта);
- Стадион ЦДКА в Сокольниках (1935 г.; соавтор О. Л. Лялин);
- Дом жилой Министерства обороны СССР на Садовой-Кудринской ул. (1948 г.; соавторы: Л. В. Руднев, В. Е. Асс).

## Проекты для других городов
- Архитектурная обработка каменного моста к проекту инж. Г. Г. Кривошеина (1921 г.)
- Памятник жертвам революции на братской могиле в городе Кингисеппе (1926 г.; осуществлён);
- Госбанк в Новосибирске (1928—1931 гг.; соавторы: Л. В. Руднев, Я. О. Свирский);
- «Новый Мурманск» — проект города (1928—1930 гг.; соавторы: В. Н. Пясковский, Я. О. Свирский; конкурс, 4-я премия);
- Маяк-памятник Христофору Колумбу в Сан-Доминго (1929 г.; конкурс международный);
- ДнепроГЭС (1929 г.; авторы: В. А. Щуко, В. Г. Гельфрейх);
- Дворец Труда в Сталинграде (соавтор В. Б. Лесман);
- Дом Государственного издательства (АЗГИЗ) в Баку — (1928 г.; соавтор Я. О. Свирский; конкурс всесоюзный МАО, 1-я премия);
- Дом Красной армии и флота в Кронштадте (1935 г.; соавторы: Л. В. Руднев, Л. Б. Сегал);
- Дом Советов (позднее Дом правительства Азербайджана) в Баку (1936 г.; соавторы: Л. В. Руднев, Л. Б. Сегал, конкурс закрытый).
- Дом Правительства Азербайджанской ССР в Баку (1937 г.; соавторы: Л. В. Руднев, И. В. Ткаченко; построен в 1951 г.);
- Чкаловская лестница в Горьком (1949 г.; соавторы: Л. В. Руднев, А. А. Яковлев);
- Дом Советов в Сталинграде (1952 г., соавтор Л. В. Руднев);
- Теплоходы Крым-Кавказской линии «Абхазия» и «Аджария». Интерьеры. (1930 г.; соавторы: Л. В. Руднев, И. И. Фомин).